# Коттедж (фильм)
«Коттедж» — британская криминальная комедия Пола Уильямс 2008 года.

## Сюжет
Фильм рассказывает историю о том, как два несчастных брата Дэвид и Питер однажды похищают приемную дочь известного криминального авторитета и увозят её в старый заброшенный дом. За такую жертву похитители желают получить немалый выкуп. Но все идет не по плану.

## В ролях
- Энди Серкис — Дэвид
- Рис Шерсмит — Питер
- Стив О’Доннелл[англ.] — Эндрю
- Дженнифер Эллисон — Трейси
- Дейв Леджено — Фармер
- Стивен Беркофф — Анри
- Джонни Харрис[англ.] — Смокинг Джо
- Дэнни Нуссбаум — человек в костюме
- Логан Вонг — Мук Ли Сан
- Джонатан Чан-Пинсли — Чун Ё Фу
- Саймон Шатцбергер[англ.] — Стивен
- Джеймс Берман — вышибала
- Кэт Мечер — регистратор
- Даг Брэдли — сельчанин с собакой
- Кэти Мерфи[англ.] — жена фермера
- Джорджия Грум — дочь фермера 1
- Иден Уотсон — дочь фермера 2

## Критика
Коттедж получил положительные отзывы от критиков, получив 71 % сертифицированных «свежих» результатов на гнилых томатах. Variety, ReelFilm и MovieFone дали в основном положительные отзывы, при этом MovieFone критиковал проблемы с темпами фильма, но хвалил его за действия и шутки.
Журнал Empire также рассмотрел фильм, заявив, что «постоянные клиенты Frightfest и голодные гончие гонщики получат удовольствие от этого, но те, кто приветствовал Уильямса как британско-инди-провидца после London To Brighton, могли бы «почесать головы».